# Рив (Изер)
Рив (фр. Rives) — коммуна во Франции, находится в регионе Рона — Альпы. Департамент коммуны — Изер. Входит в состав кантона Тюллен. Округ коммуны — Гренобль.
Код INSEE коммуны — 38337. Население коммуны на 2007 год составляло 5794 человека. Населённый пункт находится на высоте от 314 до 469 метров над уровнем моря. Муниципалитет расположен на расстоянии около 460 км юго-восточнее Парижа, 70 км юго-восточнее Лиона, 26 км северо-западнее Гренобля. Мэр коммуны — M. Alain Dezempte, мандат действует на протяжении 2001—2013 гг. Основные достопримечательности коммуны: Виадук Пон-дю-Бёф, замок Оржер, построенный в 1912 году, часовня Папетери, построенная в 1847 году.
Динамика населения (INSEE):